# Środula
Środula – północna dzielnica Sosnowca, położona 2 km na północny wschód od centrum miasta.
Graniczy od północy z Będzinem, od wschodu z Zagórzem, od południa z Sielcem, a od zachodu z Pogonią, którą to granicę wyznacza przepływająca tutaj rzeka Czarna Przemsza. Dzielnicę w 2014  zamieszkiwało około 14,6 tys. osób.
Dzielnicę przecina, posiadającą tutaj węzeł o charakterze miejskim, drogą krajową nr 94 oraz torowisko historycznej Kolei Warszawsko-Wiedeńskiej, na którym w 2023  rozpoczęto budowę przystanku osobowego Sosnowiec Środula. Ponadto w północnej części przepływa Potok Zagórski.

## Podział
W dzielnicy wyodrębnia się:
- Kolonia Zuzanna,
- Środula Dolna (osiedle Środula),
- Środulka z Pałacem Schöna[7],
- Konstantynów (Katarzyna).

Od 2012  na obszarze Środuli, Kolonii Zuzanna i Konstantynowa bez Środulki istnieje jednostka pomocnicza gminy Sosnowiec pod nazwą Dzielnica „Środula”.

## Historia

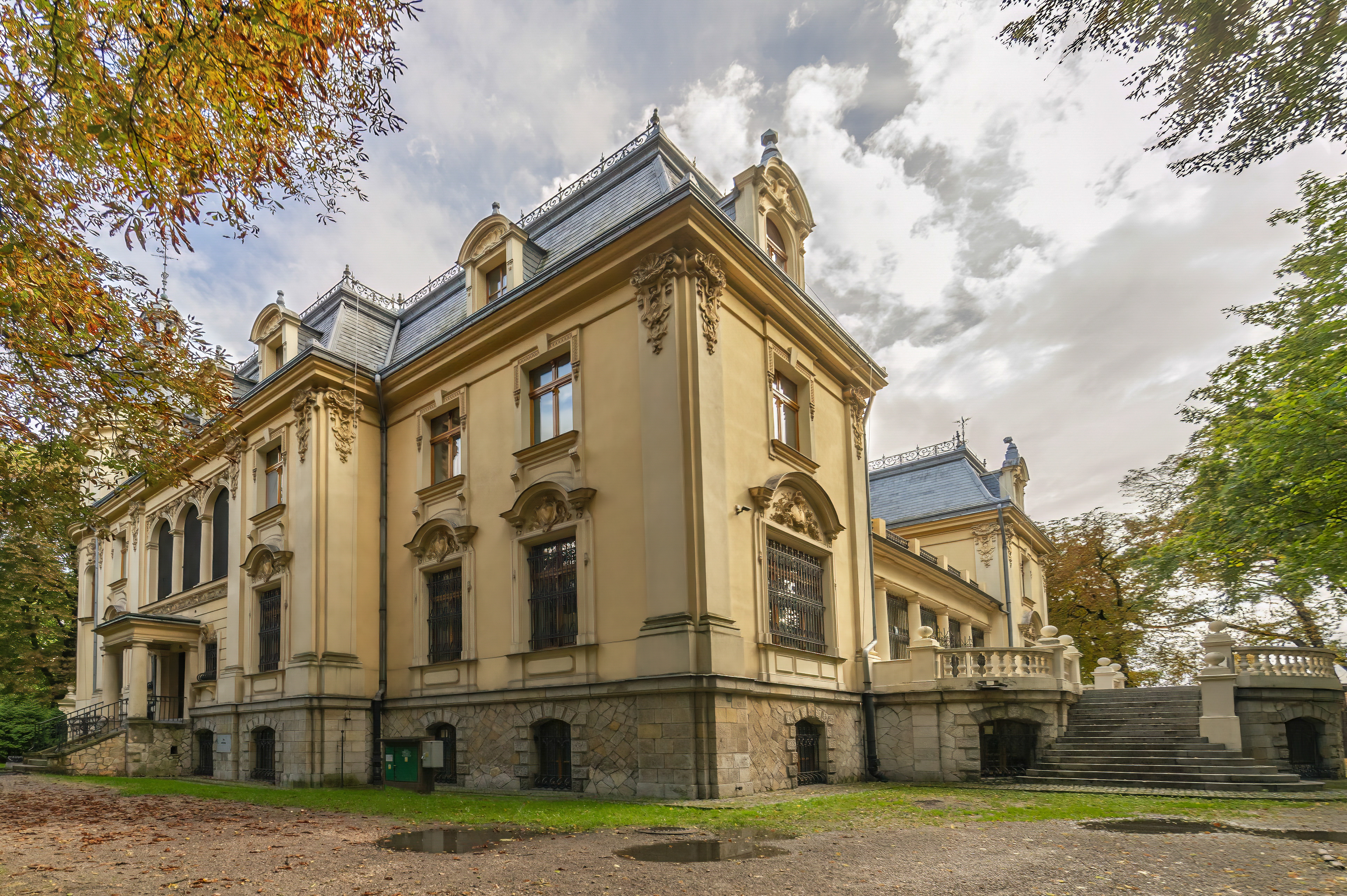
Pałac Schoena

- 1902  – włączenie Środulki (bez głównej części Środuli) do Sosnowca
- 1915  – włączenie Środuli do terytorium miasta Sosnowiec
- 22 lutego 1935  – uruchomienie połączenia tramwajowego na trasie z Konstantynowa do Milowic
- 1940  – utworzenie na terenie Środuli (okolice ulicy Staszica) obozu dla jeńców wojennych
- listopad 1942  – utworzenie na terenie Środuli getta dla Żydów
- lipiec-sierpień 1943  – likwidacja getta na Środuli; masowy wywóz Żydów do obozów koncentracyjnych[9]
- 1952  – wydzielenie z parafii zagórskiej Parafii Podwyższenia Krzyża Świętego na Środuli.
- lata 70. XX wieku – wyburzenie większości starej architektury Środuli i budowa osiedla mieszkaniowego z wielkiej płyty
- 21 lipca 1980  – oddanie do użytku linii tramwajowej łączącej Środulę z centrum miasta.
- 28 października 1982  – oddanie do użytku odcinka linii tramwajowej łączącej Środulę z Zagórzem.
- 1991  – początek adaptacji terenów byłego PGR-u na teren rekreacyjny, obecnie park, miejsce rozgrywania licznych zawodów lekkoatletycznych oraz kolarskich
- 1999  – otwarcie Centrum Handlowego Plejada
- 2013  – powstaje pierwsza książka opisująca historię Środuli „Środula – historia zapomnianej dzielnicy 1612–1970" autorstwa Artura Żaka[10]
- 2022 — budowa Aura Park w sąsiedztwie CH Plejada[11]

## Podział administracyjny
W latach 1867–1874 Środula należała do gminy Zagórze, w latach 1874–1909 do gminy Górniczej, a w okresie 1909–1915 ponownie do gminy Zagórze, zawsze w powiecie będzińskim.
Podczas I wojny światowej gmina Zagórze została przedzieloną granicą państw okupacyjnych, a Środula znalazła się w powiecie będzińskim pod okupacją niemiecką. Odcięta od gminy Zagórze pod okupacją austriacką, Środulę włączono 27 lutego 1915  do nowo utworzonej gminy Zagórze w powiecie będzińskim. 1 sierpnia 1915  Środulę wyłączono z gminy Zagórze do Sosnowca, a sołtysa na mocy decyzji władz okupacyjnych zwolniono od pełnienia obowiązków. Stan ten zachował się po odzyskaniu przez Polskę niepodległości w 1919 roku.

## Zabytki
- Pałac Schöna w Środulce z zespołem parkowo-pałacowym, siedziba Muzeum w Sosnowcu
- Pałac Wilhelma

## Inne obiekty i miejsca

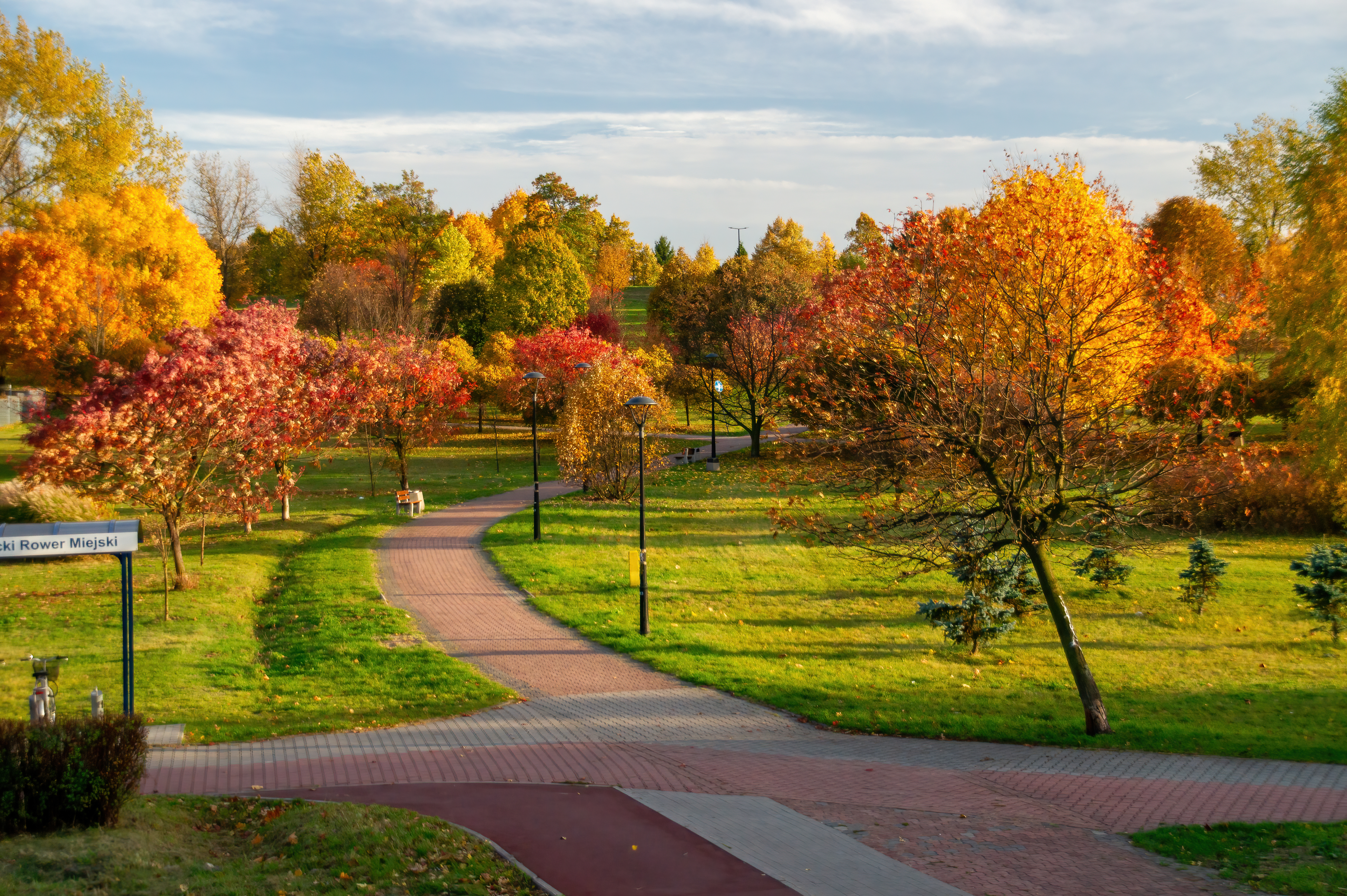
Park Środula jesienią 2021

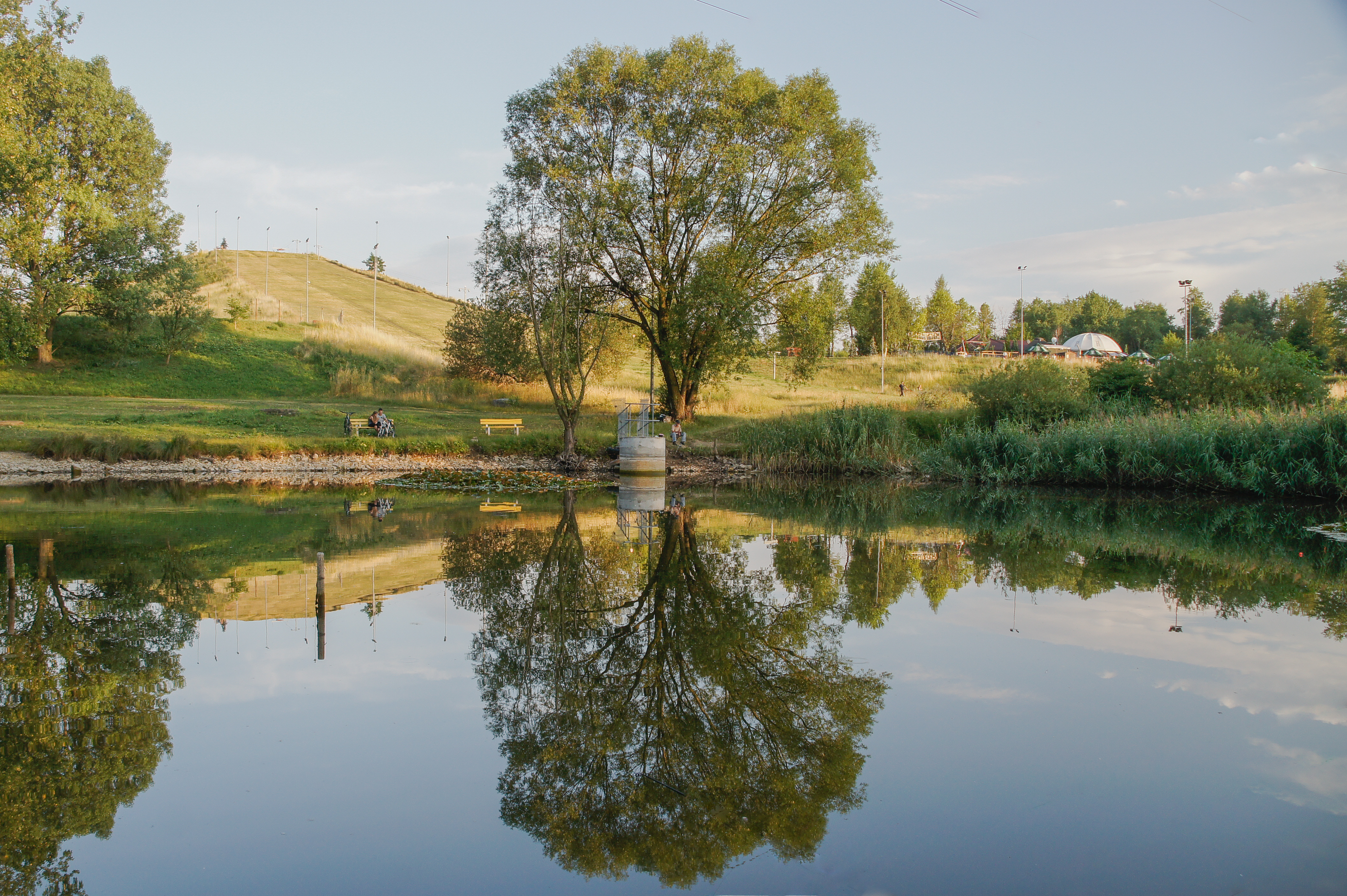
punkt widokowy Górka Środulska (320m) ze stawem Florek (nieistniejący od 2021)

### Obiekty sportowe
- Zagłębiowski Park Sportowy ze stadionem piłkarskim (Zagłębie Sosnowiec), halą sportową i stadionem zimowym
- Sztuczny stok narciarski w Parku Środula

### Parki
- Park Środula z dwoma wysokimi wzniesieniami, stanowiącymi punkt widokowy na teren Sosnowca i okolice
- Park Schöna z licznymi gatunkami drzew oraz Muzeum miejskie w Sosnowcu
- Park Środula Okrzei

### Obiekty handlowe
- Centrum Handlowe Plejada – Carrefour
- Centrum Handlowe Auchan
- Hipermarket sportowy Decatlon
- Hipermarket budowlany Leroy Merlin
- Aura Park

### Pomniki i płyty pamiątkowe
- Pomnik Włodzimierza Mazura na terenie Zagłębiowskiego Parku Sportowego[14]
- Płyta pamiątkowa na parkingu centrum handlowego Auchan, upamiętniająca wizytę papieża Jana Pawła II w Sosnowcu[15]
- Pamiątkowa płyta na Placu im. Braci Kożuchów przy ulicy Kornela Ujejskiego upamiętniająca żydowskie getto[16]
- Tablica upamiętniająca robotników poległych 9 lutego 1905  (Konstantynów, ulica Stanisława Staszica)[17]

## Środula w kulturze
Literatura
- Art Spigelman, Maus. Opowieść ocalałego, 1992, wydanie polskie 2001
- Artur Żark, Środula – historia zapomnianej dzielnicy 1612–1970, 2013
- Adam Szydłowski, Moja Środula, 2023[18]

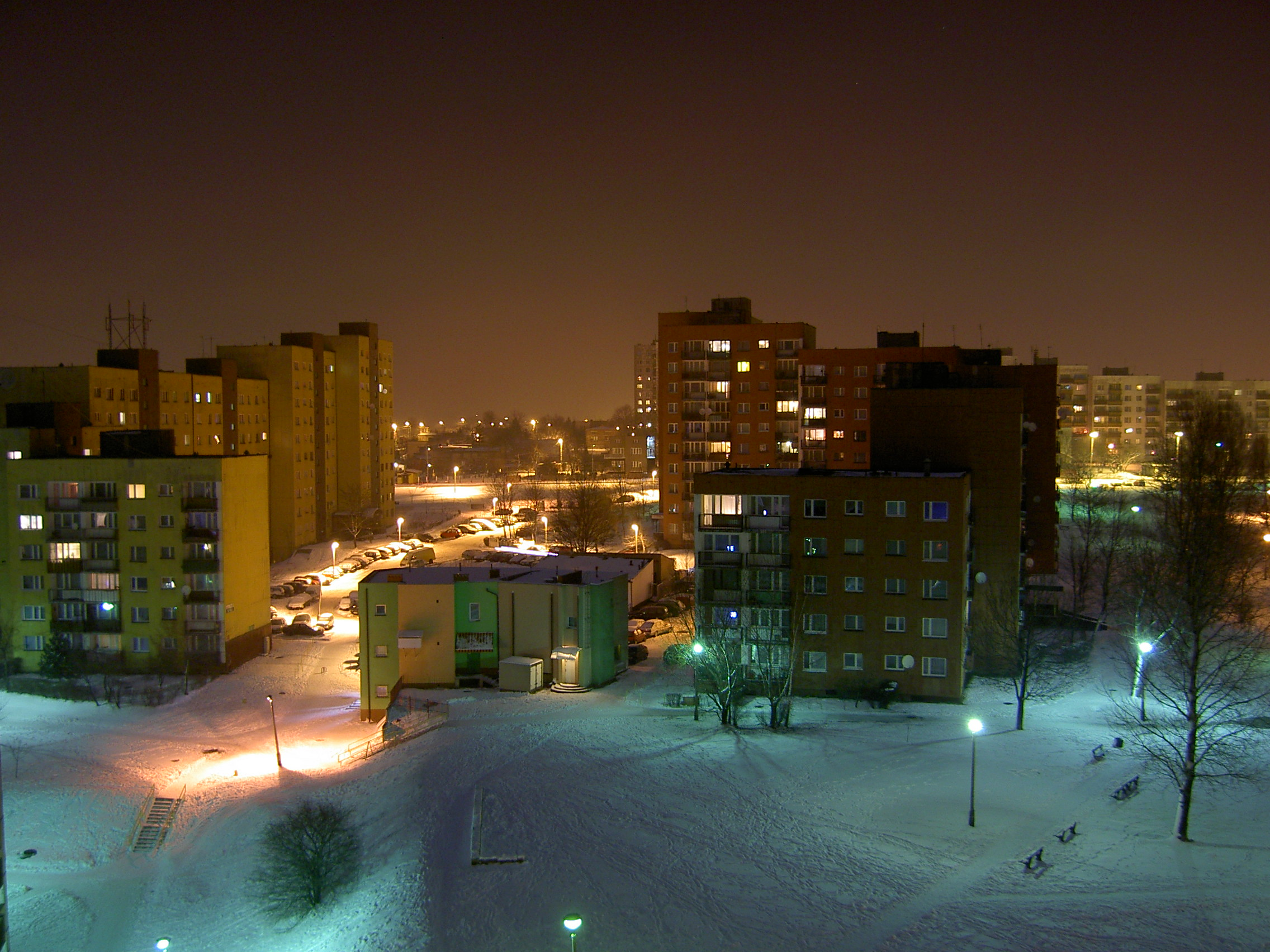
Bloki Osiedla Środula

Film
- Mur(inne języki), 1982[19]
- Zielone lata, 1979[20]

Teatr
- Środula. Krajobraz Mausa, 2022[21]